# Néférou III
Pour les articles homonymes, voir Néférou.
Néférou III est une reine de la XIIe dynastie, « Fille du roi » (sȝ.t-nỉsw.t), « Épouse du roi » (ḥm.t-nỉsw.t) Sésostris Ier et « Mère du roi » (mwt-nỉsw.t) Amenemhat II,.

## Biographie
Néférou, encore princesse, est mentionnée dans une légende du Moyen Empire, le conte de Sinouhé. Sinouhé est en effet « assigné au service de la princesse » lorsqu'il s'enfuit d'Égypte et c'est encore elle qui l'accueille à son retour en Égypte en chantant et en jouant du sistre pour remercier la déesse Hathor.

## Traces archéologiques
La plus grande des neufs pyramides qui entoure celle de Sésostris Ier était destinée à accueillir la dépouille de la reine Néférou III. Toutefois, il n'est pas certain qu'elle ait été utilisée à cette fin et sa sépulture réelle pourrait se trouver à proximité de la pyramide de son fils. Son nom est par ailleurs mentionné dans une des chapelles du temple d'Hathor à Sarabit al-Khadim.